# Rede Liberal da África (ALN)
A Rede Liberal da África (ALN) (ALN; francês: Réseau libéral africain) é uma organização composta por 47 partidos políticos de 29 países da África. É uma organização associada da Internacional Liberal, a família política à qual pertencem os partidos democráticos liberais. Serve para promover objetivos e princípios liberais em todo o continente.
As partes envolvidas na organização concordam com uma política que afirma que: existem para garantir a liberdade e a dignidade de todas as pessoas através; estabelecer direitos políticos e civis, garantir as liberdades básicas, o Estado de direito, um governo democrático baseado em eleições livres e justas com uma transição pacífica, garantir os direitos religiosos, de gênero e das minorias, combater a corrupção e estabelecer economias de mercado.

## Desenvolvimento
A rede se desenvolveu-se do que foi originalmente a Organização dos Partidos Liberais Africanos e foi estabelecida durante uma reunião inicial dos partidos em Mombaça, Quénia, em 2001. Foi formalmente lançada numa reunião subsequente em Joanesburgo, África do Sul, em 2003. Esta rede A reunião adoptou a Declaração de Joanesburgo, comprometendo as partes com os princípios democráticos liberais fundamentais. A rede é agora gerida a partir da sede da Aliança Democrática na Cidade do Cabo, na África do Sul. A Fundação Westminster para a Democracia apoia principalmente a organização e, desde a sua criação, tem mantido uma relação mutuamente benéfica com outros parceiros. Para garantir a sustentabilidade, a organização procura diversificar e alargar a sua base de apoio e parceria para incluir outras instituições.

## Objetivos
Os objetivos da Rede Africana Liberal são:
- Facilitar o desenvolvimento e o crescimento dos partidos liberais democratas.
- Incentivar a solidariedade entre os partidos membros com o objetivo de os ajudar a alcançar o poder através de meios democráticos.
- Estabelecer uma aliança de partidos Liberais Democráticos em África que partilham informações e experiências.[2]

## Projetos e atividades
Os projetos centram-se em: reuniões de coordenação e liderança; apoio às eleições/campanha; desenvolvimento de políticas; organização e desenvolvimento dos partidos; educação política, sensibilização cívica, educação e registo dos eleitores; posições políticas conjuntas; seminários de formação, workshops; integração da perspetiva de género e da juventude; intercâmbio de informações e competências através de visitas, sítio Web, boletim, publicações e investigação.

## Membros
São membros da organização: 
- Organização dos Jovens Liberais Africanos-Liberais Energizando a Democracia Africana OALY-LEAD

 Botswana
- Movimento para a Democracia do Botswana BMD

 Burquina Fasso
- Aliança para a Democracia e Federação-Reunião Democrática Africana ADF-RDA
- União para o Progresso e a Reforma UPC

 Burundi
- Aliança Democrática pela Renovação (ADR)

 Comores
- Aliança Nacional para os Comores ANC

 República Democrática do Congo
- Aliança Nacional dos Democratas para a Reconstrução ANADER
- Aliançã pela Renovação do Congo ARCO
- Partido nacional pela Reforma PNR
- Pessoas ao Serviço da Nação PSN
- União pela Maioria da República UMR

 República do Congo
- União dos Democratas Humanistas UDH-Yuki

 Etiópia
- Partido Democrático Etíope EDP

 Gana
- Partido Liberal de Gana GLP
- PPP do Partido Popular Progressista

 Guiné
- Partido da Unidade e do Liberalismo Social PULS
- Rassemblement pour la République RPR (pedido em análise)
- União das Forças Democráticas da Guiné UFDG
- União das Forças Republicanas UFR

 Costa do Marfim
- Comício dos Republicanos RDR

 Quênia
- Partido Liberal Popular PLP
- Movimento Democrático Laranja ODM

 Madagáscar
- Arco da Nação ADN
- Movimento para o Progresso do MFM de Madagáscar

 Malawi
- Fórum para Devolução Democrática FDD

 Mali
- Partido dos Cidadãos pela Renovação PCR
- Partido para o Desenvolvimento Económico e Solidariedade PDES
- União para a República e a Democracia URD

 Mauritânia
- União pela Mauritânia RPM-Temam

 Marrocos
- Movimento Popular MP
- União Constitucional UC

 Níger
- Movimento para o renascimento do Níger MRN-NIYYA

 Senegal
- Partido Democrático Senegalês PDS
- Partido pela liberdade e a Cidadania  / Défar Jikoyi PLC/DJ
- Rewmi

 Seicheles
- Partido Nacional das Seicheles SNP

 Serra Leoa
- Movimento Popular pela Mudança Democrática PMDC

 Somália
- Partido CAHDİ

 África do Sul
- Aliança Democrática DA

 Sudão do Sul
- Fórum da Juventude Liberal do Sudão do Sul SSLYF

 Sudão
- Partido Liberal do Sudão LPS
- Sudão do Futuro SoF
- Partido Federal da Verdade TFP

 Suazilândia
- Partido Democrático Unido Africano AUDP

 Tanzânia
- Frente Cívica Unida CUF

 Togo
- Partido dos Togoleses PDT

 Zâmbia
- Aliança Popular para a Mudança PAC
- Partido Unido para o Desenvolvimento Nacional UPND